# Konlebsé
Konlebsé est une localité située dans le département de Mané de la province du Sanmatenga dans la région Centre-Nord au Burkina Faso.

## Économie
L'agro-pastoralisme est l'activité économique principale du village.

## Éducation et santé
Le centre de soins le plus proche de Konlebsé est le centre de santé et de promotion sociale (CSPS) de Mané tandis que le centre hospitalier régional (CHR) se trouve à Kaya.
Konlebsé possède une école primaire publique.